# Ptolemaios VIII Euergetes
Ptolemaios VIII Euergetes II ("välgöraren"), även kallad Fyskon ("isterbuken"), född 182 f.Kr., död 116 f.Kr., var kung i ptolemeiska riket åren 170 f.Kr.–116 f.Kr.
Ptolemaios Euergetes lär ha mördat sin brorson, Ptolemaios VII, för att själv kunna efterträda dennes far Ptolemaios VI Filometor, med vilken han hade varit medregent. Han tuktade därefter de motspänstiga invånarna i Alexandria genom ett fruktansvärt blodbad.